# 심야식당
《심야식당》(深夜食堂 신야쇼쿠도[*])은 일본의 만화가 아베 야로의 만화이다. 2007년 8월부터 《빅 코믹 오리지널》에서 연재 중이다.
제2회 만화대상 2009에서 제4위를 차지하였으며 2010년 제55회 쇼가쿠칸 만화상 일반부문, 제39회 일본만화가협회대상을 수상하였다.
2009년 10월 9일부터 마이니치 방송 제작·TBS에서 고바야시 가오루를 주연으로 드라마화되었고, 2011년 10월부터 시즌 2가 방송되었다. 2014년 10월부터 시즌 3 방송이 시작되었고 2015년 1월 3일 극장판이 개봉할 예정이다.

## 줄거리
신주쿠구 하나조노 근처의 골목에 마스터 혼자서 운영하는 작은 밥집이 있다. 심야 0시부터 아침 7시까지 영업하며, 포렴에는 〈밥집〉이라고만 쓰여져 있지만, 단골 손님 사이에선 〈심야식당〉이라 불린다. 메뉴는 돼지고기 된장국 정식, 맥주, 사케, 소주 밖에 없지만 원하는 음식을 말하면 가능한 한 만들어 준다. 심야에만 영업하는 이 가게를 무대로 마스터와 손님간의 교류를 그린다.

## 주요 등장인물
- 마스터 (코바야시 카오루).

밥집(めしや 메시야[*])의 주인이다. 본명, 고향, 경력 모두 불명이며 왼쪽 눈 부근에 베인 상처가 아문 흉터가 있다.
- 코스즈씨

게이바를 45년간 운영해왔다. 나이가 상당히 많다.
- 마릴린 마츠시마

스트리퍼 댄서이다. 자신이 하는 일에 자부심이 있다.
- 겐자키 류

과거에 고교 야구 선수였으나 집단 패싸움 사건에 연루되어 야구계에서 제명된 후 야쿠자의 길을 걷는다.
- 하야시 겐

고등학교때 핸드볼 선수였다가 퇴학 당한 후 야쿠자의 길을 걷는다. 류의 부하이다.
- 마유미

식탐이 심한 비만형의 노처녀. 다이어트후에 요요현상으로 고생하곤 한다.
- 진씨, 에리카

나이가 40살 차이나는 동거 커플. 에리카는 유흥업소 종사 여성. 밥집에서 서로 알게 되었다.
- 히토미

유흥업소 종사 여성. 정이 많다.
- 포키 타나카

밥집에서 일렉트 오키를 만나서 그의 제자가 되었다. AV 남성 배우.
- 미키

〈오차즈케 시스터즈〉의 일원인 30대 OL이다. 항상 정해진 시간에 와서 연어 오차즈케를 주문한다.
- 루미

〈오차즈케 시스터즈〉의 일원인 30대 OL이다. 항상 정해진 시간에 와서 명란젓 오차즈케를 주문한다.
- 가나

〈오차즈케 시스터즈〉의 일원인 30대 OL이다. 항상 정해진 시간에 와서 매실 오차즈케를 주문한다.
- 준

젊은 트랜스젠더. 게이바를 운영한다. 고교 시절 마라톤 선수였고 자위대에 입대했으나 1년도 안 되어 퇴소한 과거가 있다.
- 요시다씨

준의 애인. 직장인.
- 미야모토씨

단골중 한명. 김을 대단히 좋아한다.
- 산쇼테이 엔추

일본 전통 만담가.
- 일렉트 오키

업계에선 모르는 사람이 없다는 전설적인 AV 남성 배우이다.
- 시마씨

가로무늬 티셔츠만을 입는 전직 선원.
- 토야마 마사오

요리 평론가.
- 타다시씨

54년간 스트립쇼의 팬인 노인.
- 나가이씨

스포츠 기자.
- 쿄지씨

라이브 하우스를 운영하는 록커로 알려졌으나 실제로는 그 아내가 운영하고 있으며 심한 공처가.
- 키타씨

정육점 주인.
- 호리에씨

관광사 직원.
- 니시야마씨, 히가시다씨

아주 마른 체형의 두 직장인. 밥집에 올 때 항상 둘이 같이 온다.

## 서적
한국에 출판된 것 기준.

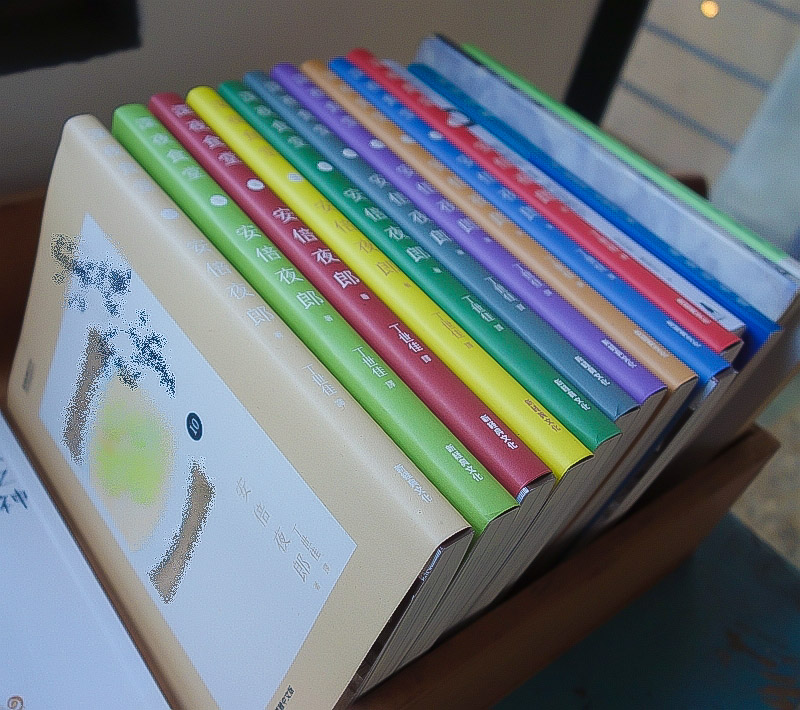
심야식당 (중국어판)

1. 심야식당 1 ISBN 9788925233864
2. 심야식당 2 ISBN 9788925235356
3. 심야식당 3 ISBN 9788925242668
4. 심야식당 4 ISBN 9788925250618
5. 심야식당 5 ISBN 9788925287669
6. 심야식당 6 ISBN 9788925287676
7. 심야식당 7 ISBN 9788925279633
8. 심야식당 8 ISBN 9788925290348
9. 심야식당 9 ISBN 9788925295930
10. 심야식당 10 ISBN 9788967256739
11. 심야식당 11 ISBN 9788968225543
12. 심야식당 12 ISBN 9791156251781
13. 심야식당 13 ISBN 9791156258254

### 주해
1. ↑  마스터만 멋대로 이렇게 부른다.